# Боргер-Одорн
Боргер-Одорн (нід. Borger-Odoorn, нід. вимова: [ˌbɔrɣər oːˈdoːr(ə)n] ( прослухати)) — муніципалітет у Нідерландах, у провінції Дренте.

## Населені пункти муніципалітету
Села
- 1е-Екслоермонд
- 2е-Екслоермонд
- Боргер
- Бейнен
- Бейнервен
- Броннегер
- Валте
- Валтермонд
- Вестдорп
- Драувен
- Драувенервен
- Драувенермонд
- Ексло
- Ес
- Есервен
- Есергрун
- Зандберг
- Клейндейк
- Ню-Бейнен
- Одорн
- Одорнервен

Селища
- 2е-Валтермонд
- Броннегервен
- Екслоервен
- Еллертсгар

## Топографія
Нідерландська топографічна карта муніципалітету Боргер-Одорн, червень 2015 року.

## Галерея

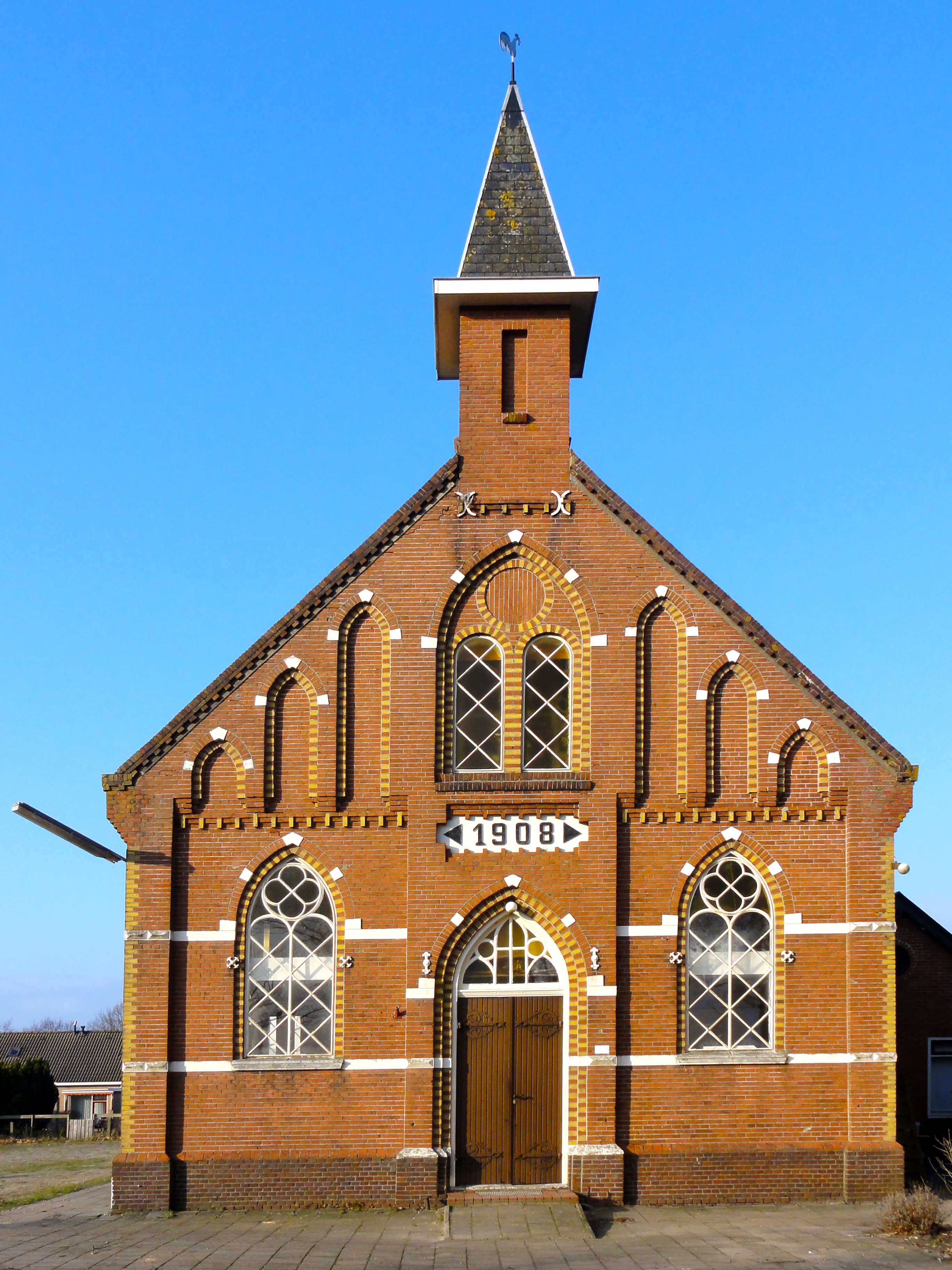
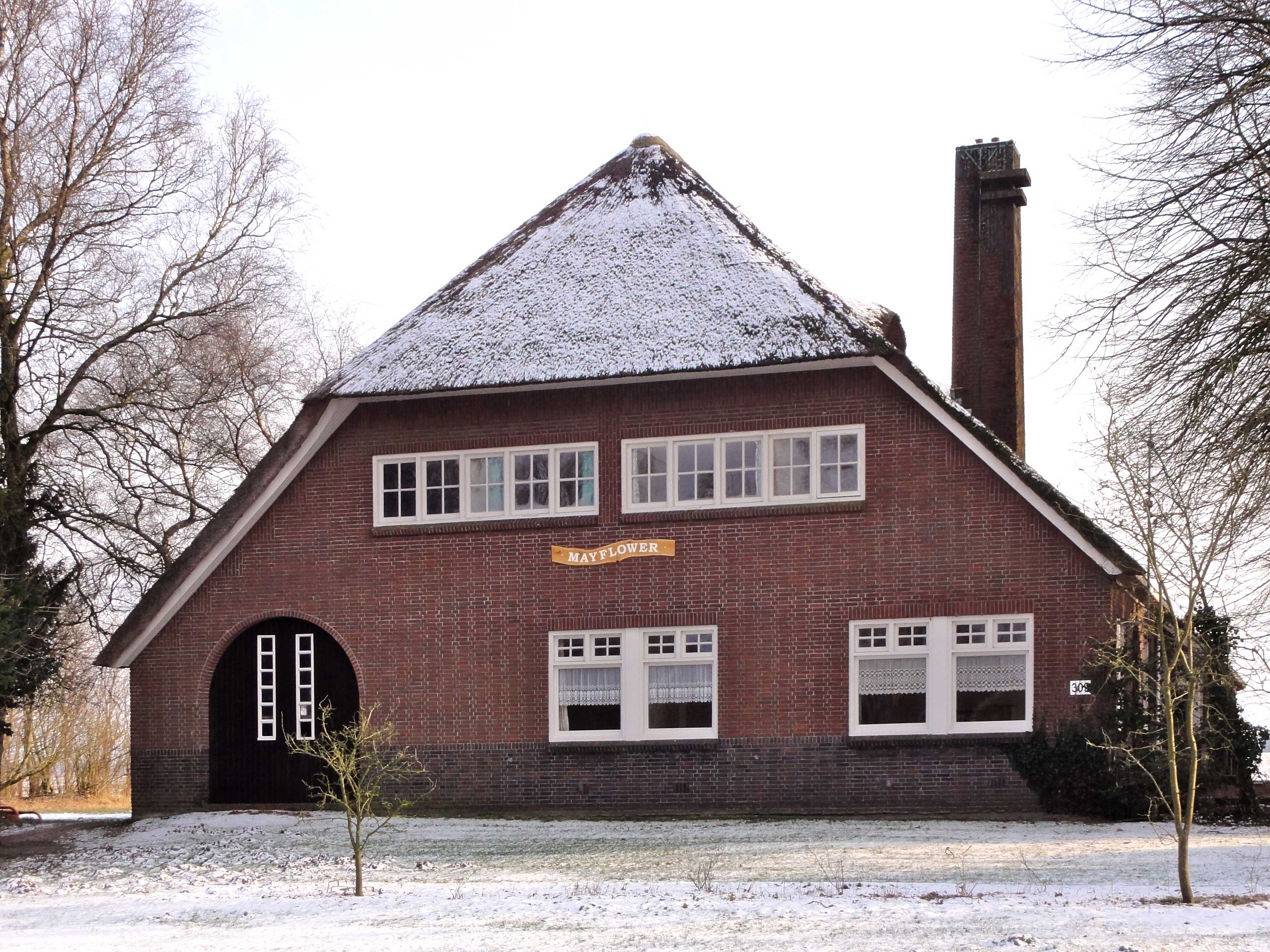
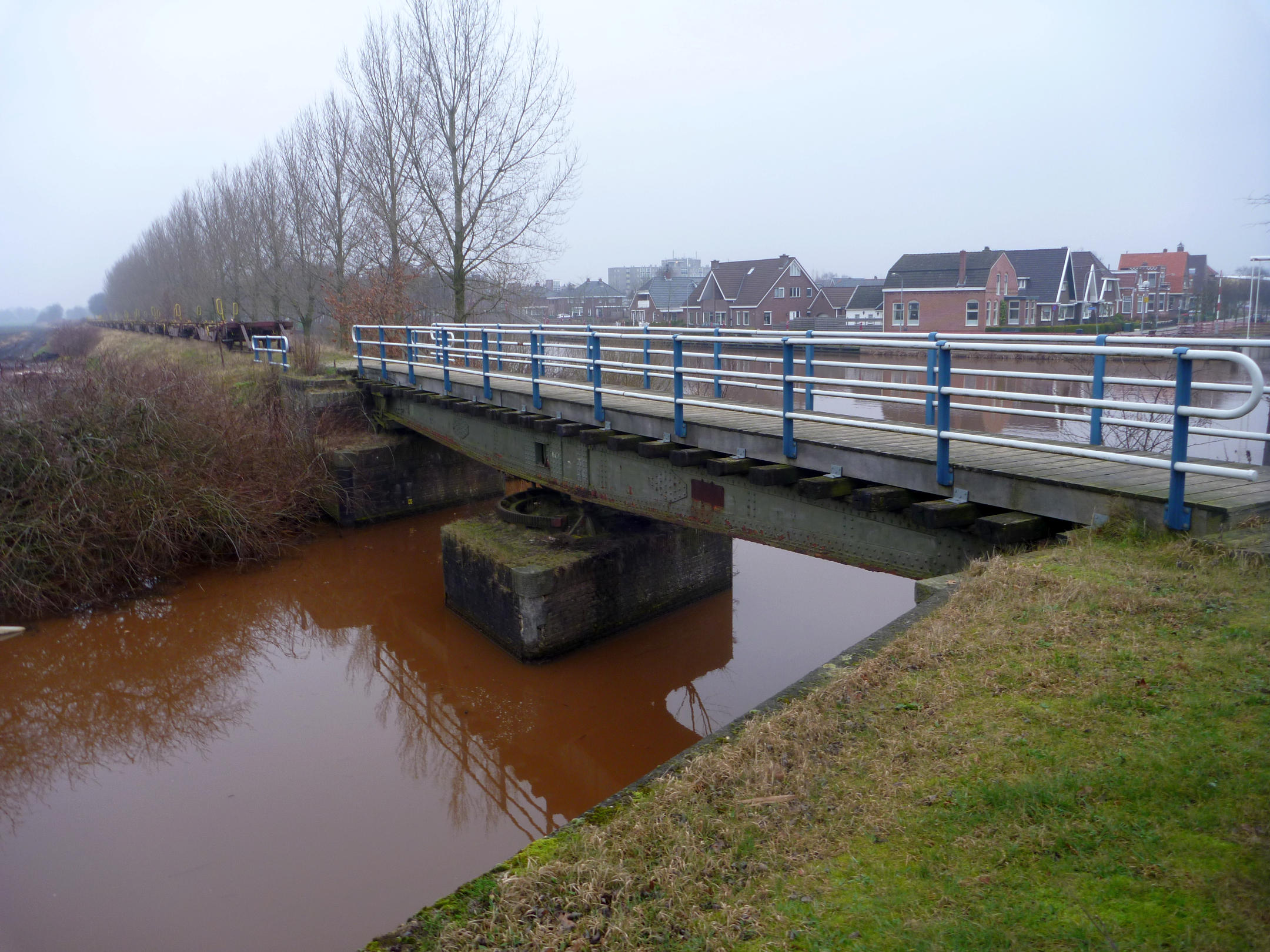
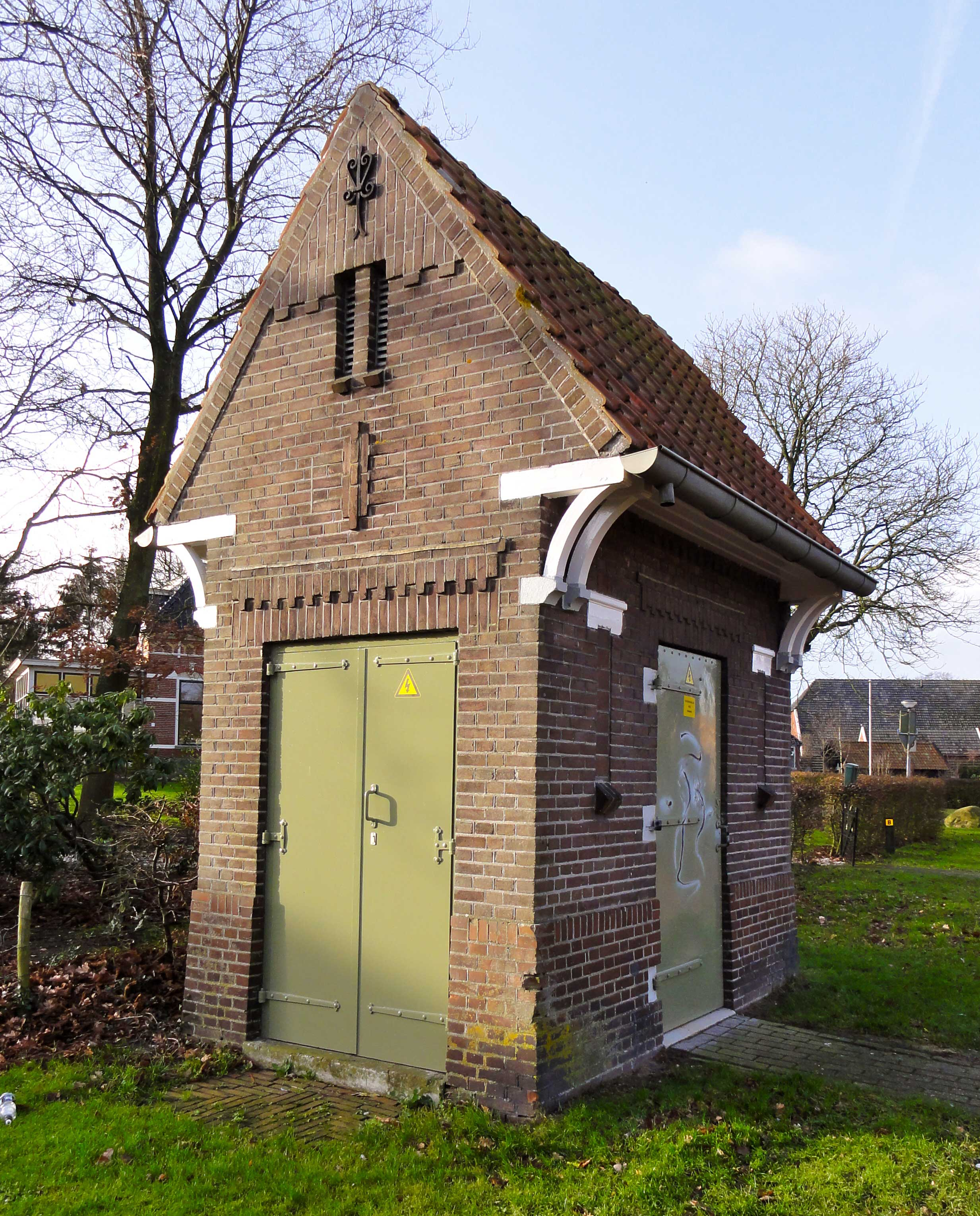
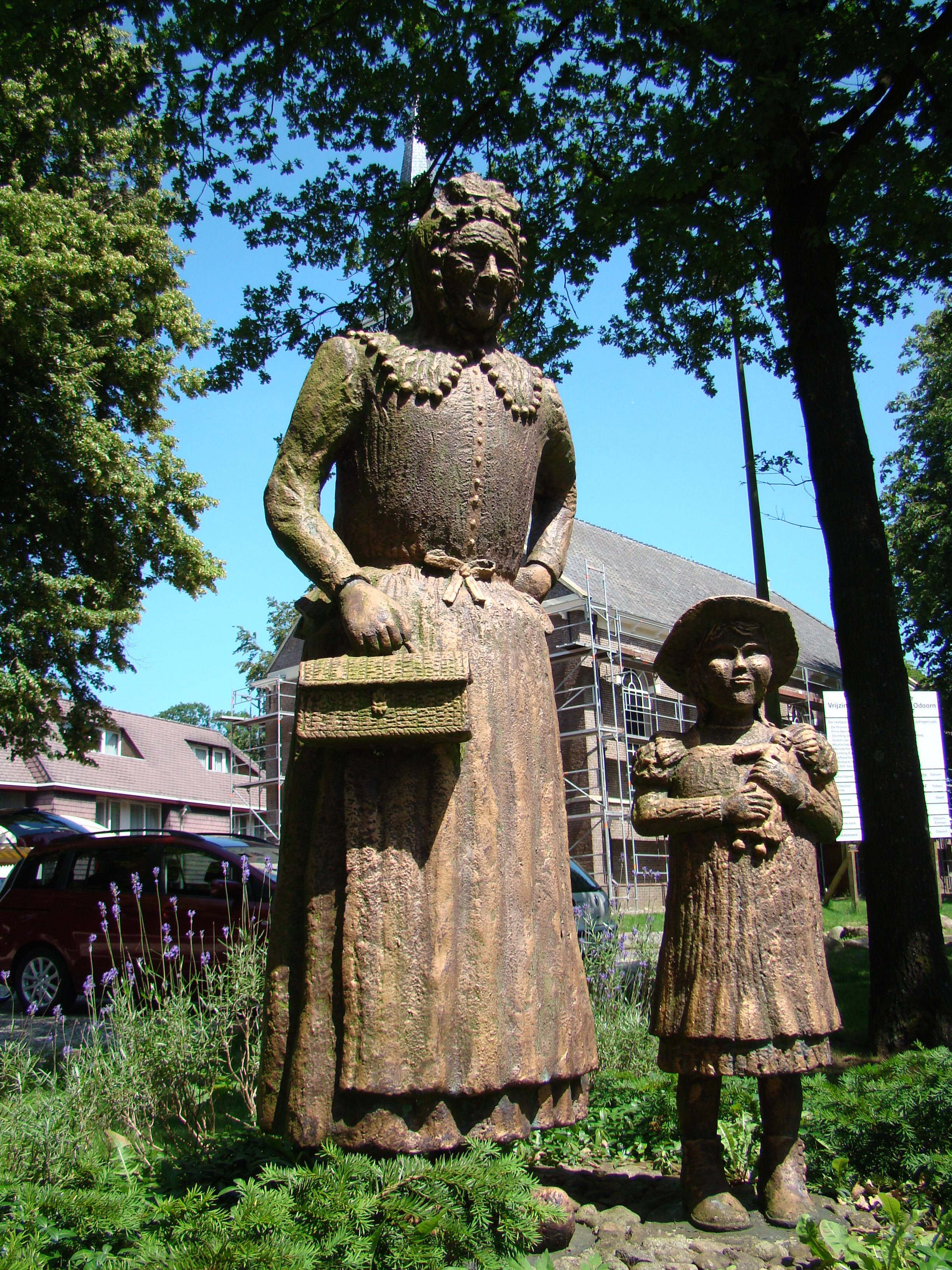
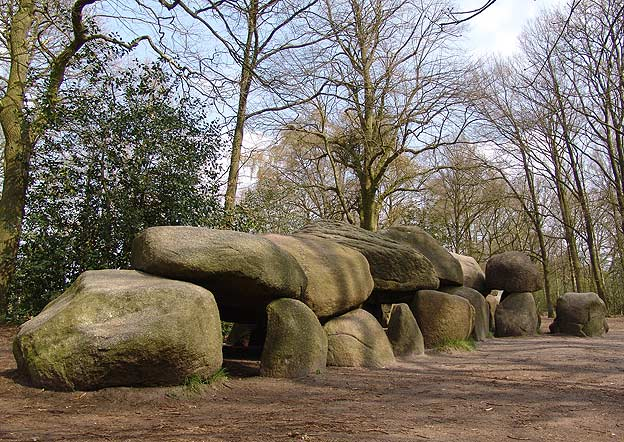
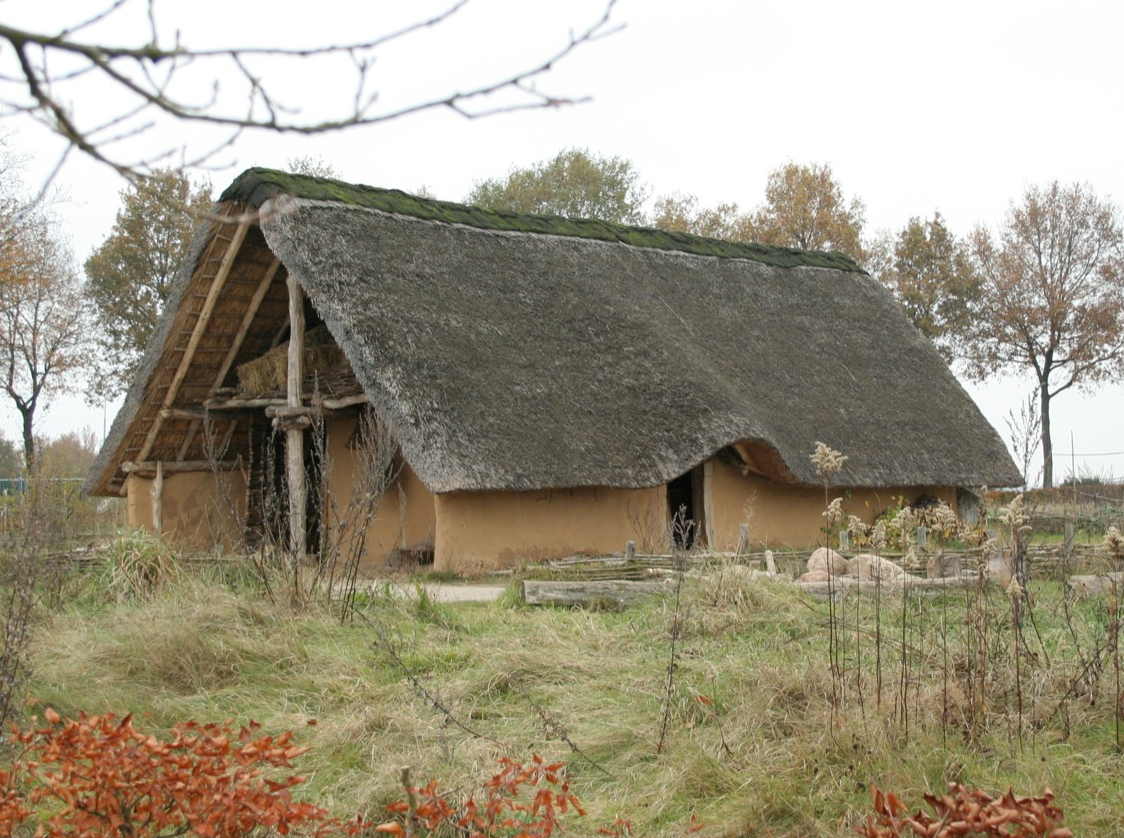